# Michael Urselmann
Michael Urselmann (* 1966 in Krefeld) ist ein deutscher Betriebswirt, bekannt insbesondere für das Fundraising.

## Leben
Nach seinem Studium der Betriebswirtschaftslehre an der Universität Augsburg und der Universität Paris II promovierte Urselmann an der Universität des Saarlandes zum Thema "Erfolgsfaktoren im Fundraising von Nonprofit-Organisationen" (1993–1997). Anschließend leitete er die Agentur GFS Fundraising & Marketing GmbH in Bad Honnef und Berlin als Geschäftsführer (1997–2004) bevor er 2004 als erster Professor für Fundraising in Deutschland an die Hochschule Darmstadt berufen wurde. Seit 2005 ist Urselmann Professor für Sozialmanagement mit dem Schwerpunkt Fundraising an der TH Köln. Urselmann hat zahlreiche Publikationen zu den Themen Fundraising, Sponsoring, Spenden, Stiftung, Corporate Social Responsibility und Social Marketing veröffentlicht.

## Auszeichnungen
- Lorenz Werthmann-Preis 1999 des Deutschen Caritasverbandes für seine Dissertation zum Thema „Erfolgsfaktoren in Fundraising von Nonprofit-Organisationen“.
- Platz 3 im Wettbewerb Professor des Jahres 2019 der UNICUM Stiftung (von 456 nominierten Professorinnen und Professoren aus ganz Deutschland in der Kategorie "Geisteswissenschaften").

## Ehrenamtliches Engagement
- Gewähltes Mitglied im Deutschen Komitee für UNICEF e. V. (seit 2009).
- Mitglied im Beirat der Rheinischen Stiftung für Bildung (seit 2016).
- Ehrenamtlicher Botschafter der Sachspendenplattform innatura gGmbH (seit 2017).

## Veröffentlichungen
- Fundraising – Professionelle Mittelbeschaffung für gemeinwohlorientierte Organisationen, 8. Auflage. Springer Gabler Verlag, Wiesbaden 2023, ISBN 978-3-658-39618-3.
- Handbuch Fundraising. Springer Gabler Verlag, 3. Aufl., Wiesbaden 2024, ISBN 978-3-658-33764-3.
- Erfolgsfaktoren im Fundraising von Nonprofit-Organisationen, Gabler Verlag Edition Wissenschaft, Wiesbaden 1998 (2. Nachdruck 2006), ISBN 978-3-824-46698-6.